# Saint-Genix-les-Villages
Saint-Genix-les-Villages község Franciaország Auvergne-Rhône-Alpes régiójában, Savoie megyében. Új községként 2019. január 1-jén jött létre Gresin, Saint-Genix-sur-Guiers és Saint-Maurice-de-Rotherens község egyesítésével. A korábbi községek egyesülésekor az új község lélekszáma 3055 fő lett. Lakosainak száma 3028 fő (2022. január 1.).

## Népesség
| Lakosok száma | 2944 | 2924 | 2905 | 2895 | 2962 | 3028 |
|               | 2017 | 2018 | 2019 | 2020 | 2021 | 2022 |